# Utricularia westonii
Utricularia westonii — вид рослин із родини пухирникових (Lentibulariaceae).

## Біоморфологічна характеристика
Віночок дуже ніжно-рожевий. Наземна трав'яниста рослина, у висоту 10–20 см, часток чашечки 4; пастка спинних придатків глибоко тризубчаста. Квітки у жовтні й листопаді.

## Середовище проживання
Вид росте в Австралії — Західна Австралія.
Росте на берегах боліт.